# Circapina
Circapina là một chi bướm đêm thuộc phân họ Tortricinae của họ Tortricidae.

## Các loài
- Circapina flexalana Brown, 2003